# Cristianismo e o aborto

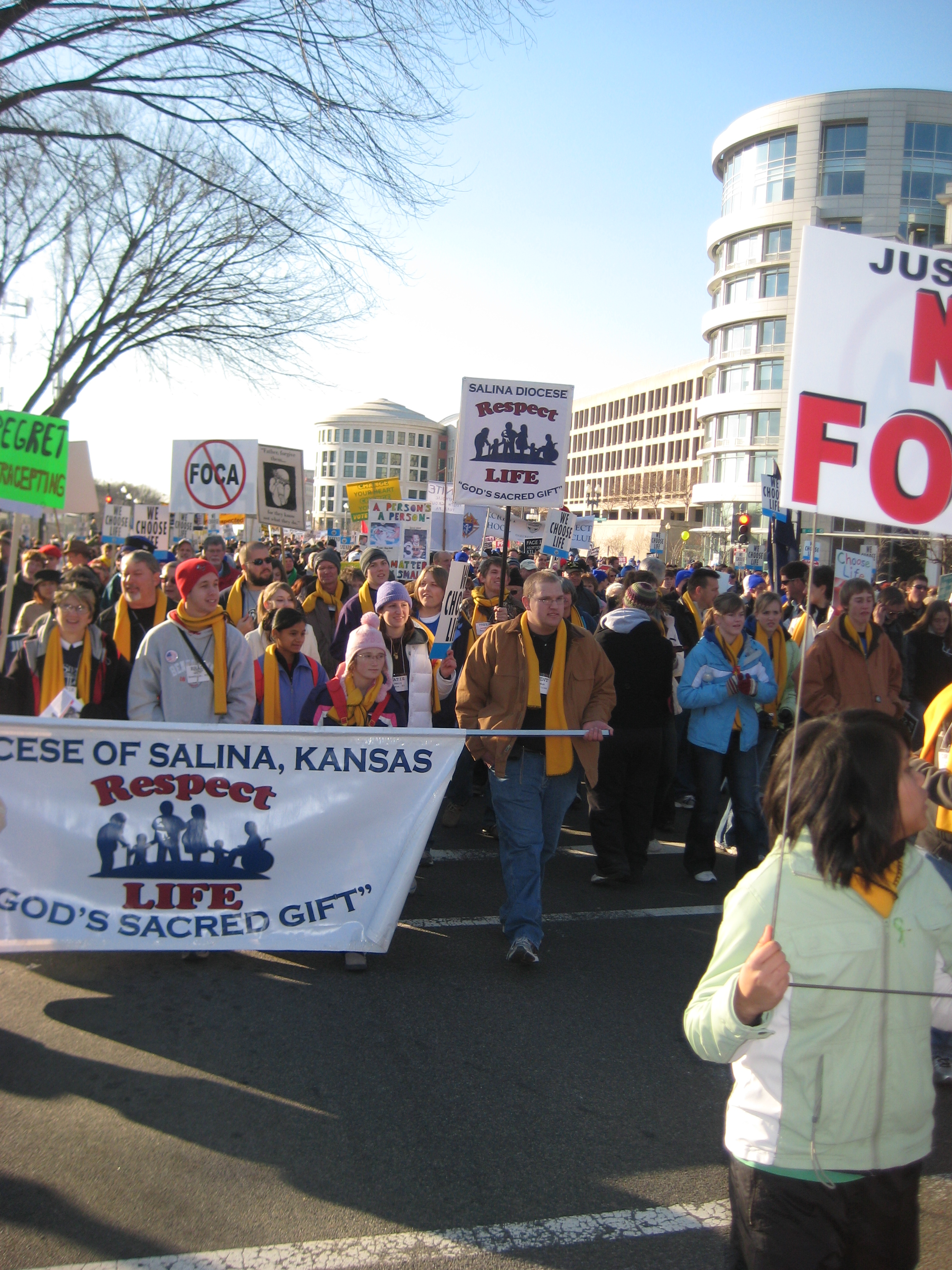
Protesto pró-vida cristão contra o Freedom of Choice Act (FOCA) em Washington, D.C.

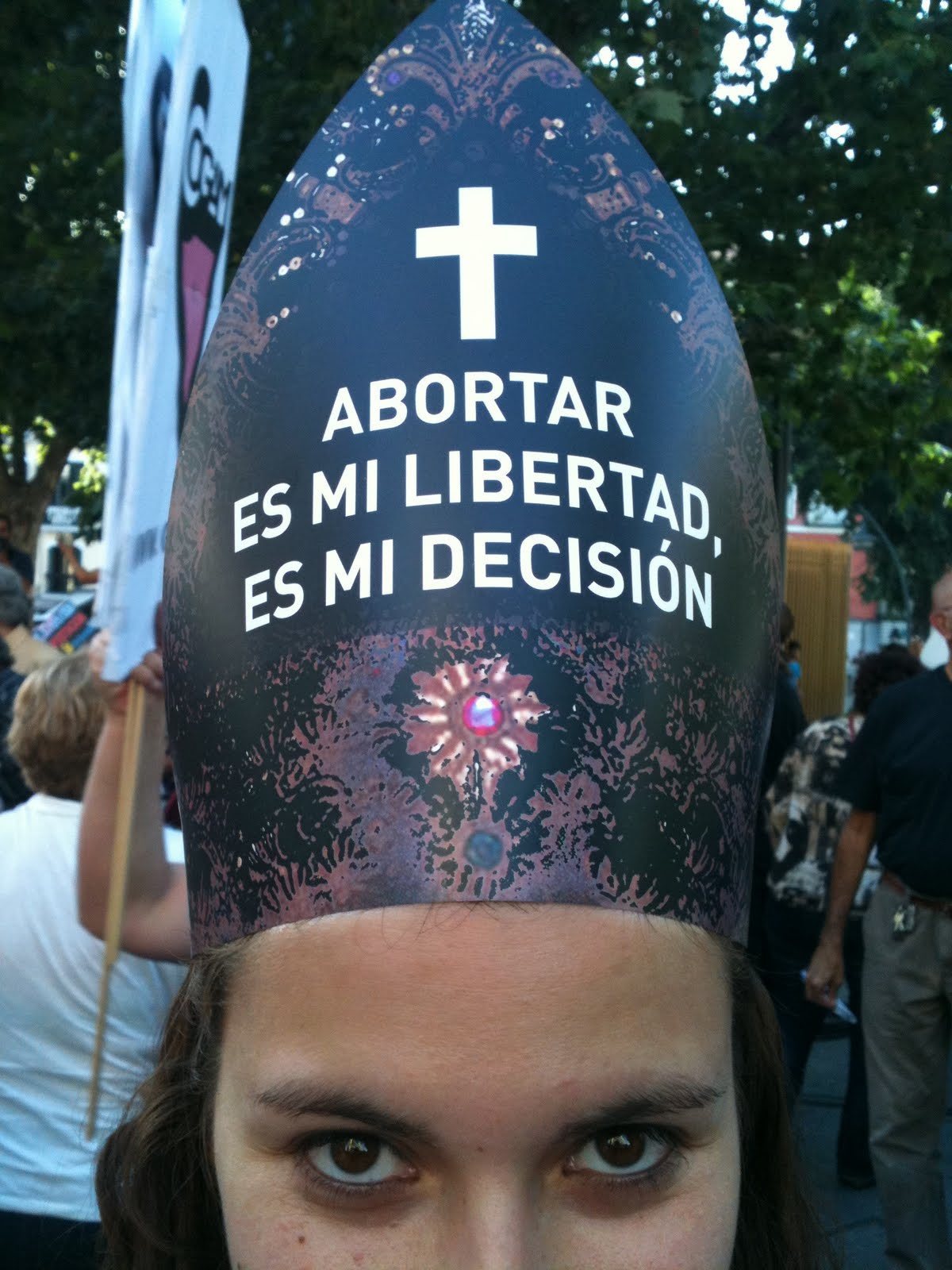
Protesto pró-escolha cristão, "abortar é minha liberdade, é minha decisão", em Madrid

A relação entre aborto e a religião cristã não é bem definida. Enquanto alguns autores dizem que o cristianismo primitivo teve posicionamentos diferentes ao longo do tempo sobre o aborto, outros afirmam que, apesar do silêncio sobre o assunto no Novo Testamento, os cristãos sempre condenaram o aborto em qualquer momento da gravidez como um pecado grave. Por causa dessas divergências, há tanto cristãos que se consideram pró-vida como pró-escolha.

## Na Bíblia
Ver também: Judaísmo e o aborto
Na Bíblia, a única menção direta ao aborto ocorre no Antigo Testamento, em Êxodo 21:22-23. O texto diz:
"Se homens brigarem e ferirem uma mulher grávida, e ela der à luz prematuramente, não havendo, porém, nenhum dano sério, o ofensor pagará a indenização que o marido daquela mulher exigir, conforme a determinação dos juízes.

Mas, se houver danos graves, a pena será vida por vida"
Também pode-se interpretar o texto em Jeremias 1:5 como uma menção indireta sobre o início da vida ser na concepção:
"Antes que te formasse no ventre, te conheci, e antes que saísses da madre, te santifiquei, e às nações te dei por profeta."

## Posicionamentos dos religiosos
Existe uma grande variação entre os cristãos e das denominações cristãs quanto ao aborto. Algumas denominações podem ser consideradas pró-vida enquanto outras, pró-escolha.
Nos Estados Unidos, a maioria dos cristãos (tanto católicos quanto evangélicos) se posicionam contra o aborto na maioria dos casos.

## Igreja Católica
A Igreja Católica diz que "a vida humana deve ser respeitada e protegida de modo absoluto a partir do momento da concepção". Sendo assim, opõe-se determinadamente contra o uso de métodos contraceptivos e a prática do aborto. Em alguns casos, porém, ela aceita que algum medicamento que causa indiretamente a morte do feto seja utilizado, em casos como de quimioterapia. A Igreja sustenta a ideia de que "o primeiro direito do ser humano é a sua vida" e que essa é assumida como tal a partir do momento da fecundação. A pessoa que pratica o aborto tem excomunhão automática, que só pode ser removida quando o indivíduo procura por intensa penitência e obtém a absolvição, "perdão divino".

## Igreja Ortodoxa
A Igreja Ortodoxa Russa se opõe ao aborto, mas afirma que, em casos de risco de morte da mãe, ela não deve ser excomungada, embora deva confessar seu pecado e cumprir penitência.
Em geral, os cristãos ortodoxos são contrários ao aborto e sua posição é basicamente a mesma da Igreja Católica Romana.

## Protestantismo
A Igreja Adventista do Sétimo Dia, Igreja Episcopal dos Estados Unidos, Evangelical Lutheran Church in America, Igreja Unida de Cristo, Igreja Metodista Unida, Unitário-universalismo permitem o aborto para proteger a vida da mãe, em casos de estupro, incesto e má formação fetal.

## Cristianismo evangélico
A maioria das igrejas cristãs evangélicas são contra interrupção voluntária da gravidez e apoiam agências de adoção e agências de apoio social para mães jovens. Organizações evangélicas como a Focus on the Family estão envolvidas no movimento pró-vida.
Nos Estados Unidos, a Convenção Batista do Sul e as Assembleias de Deus nos Estados Unidos se opõem ao aborto, exceto quando necessário para proteger a vida da mãe.